# Seznam potoků v Česku
Seznam potoků v Česku podle jejich délky na území České republiky.

## Tabulka potoků
Tabulka uvádí seznam největších potoků v Česku a jejich vybrané charakteristiky.
| Poř. | Potok            | Délka v ČR km | Délka celkem km | Povodí v ČR km² | Povodí celkem km² | Průtok m³/s | Pramen kde katastr | Ústí kde katastr      | Ústí do  | OSM      | Cizí země |
| ---- | ---------------- | ------------- | --------------- | --------------- | ----------------- | ----------- | ------------------ | --------------------- | -------- | -------- | --------- |
| 1.   | Mastník          | 49,45         | 49,45           | 331,53          | 331,53            | 1,26        | Střezimíř          | Křeničná / Živohošť   | Vltava   | 12478902 |           |
| 2.   | Rakovnický potok | 48,50         | 48,50           | 367,92          | 367,92            | 0,86        | Drahouš            | Křivoklát             | Berounka | 11072462 |           |
| 3.   | Kosový potok     | 46,42         | 46,42           | 226,10          | 226,10            | 1,49        | Nové Mohelno       | Vížka                 | Mže      | 12479002 |           |
| 4.   | Hamerský potok   | 46,31         | 46,31           | 221,54          | 221,54            | N/A         | Horní Dubenky      | Jindřichův Hradec     | Nežárka  | 11095716 |           |
| 5.   | Bakovský potok   | 44,61         | 44,61           | 416,66          | 416,66            | 1,15        | Kalivody           | Vepřek                | Vltava   | 12479145 |           |
| 6.   | Koštěnický potok | 43,26         | 43,26           | 125,40          | 171               | 0,97        | Kaproun            | Majdalena             | Lužnice  | 10808983 | AT (h)    |
| 7.   | Bezdrevský potok | 43,13         | 43,13           | 279,20          | 279,20            | 1,28        | Jaronín            | Bavorovice            | Vltava   | 10667508 |           |
| 8.   | Košátecký potok  | 43,01         | 43,01           | 218,30          | 218,30            | N/A         | Mšeno              | Mlékojedy             | Labe     | 10644664 |           |
| 9.   | Černovický potok | 40,27         | 40,27           | 137,05          | 137,05            | 0,79        | Lidmaň             | Soběslav              | Lužnice  | 11095781 |           |
| 10.  | Martinický potok | 38,68         | 38,68           | 116,1           | 116,1             | 0,67        | Slavětín           | Hroznětice / Senožaty | Želivka  | 11075373 |           |
| 11.  | Rakovec          | 37,12         | 37,12           | 142,7           | 142,7             | 0,34        | Jedovnice          | Hrušky                | Litava   | 10623074 |           |
| 12.  | Zlatý potok      | 36,71         | 36,71           | 92,3            | 92,3              | 0,60        | Skříněřov          | Blanice               | Blanice  | 11070643 |           |
| 13.  | Bílý potok       | 35,96         | 35,96           | 113,7           | 113,7             | 0,29        | Skřinářov          | Veverská Bítýška      | Svratka  | 11091004 |           |
| 14.  | Úterský potok    | 35,79         | 35,79           | 333,8           | 333,8             | 1,15        | Nežichov           | Čerňovice / Blahousty | Mže      | 12482708 |           |
| 15.  | Dírenský potok   | 35,30         | 35,30           | 116,2           | 116,2             | 0,64        | Chválkov           | Soběslav              | Lužnice  | 11095792 |           |